# 太和 (高句麗)
太和，是朝鲜三国时代的一個年号，推估是高句丽安原王後期及阳原王前期使用的年號。
1988年6月，考古學家們在北朝鮮咸鏡南道新浦市梧梅里梅里寺廟遺址的渤海文化層裡發現了高句麗時期製作的金銅板。其金銅板，長41.5公分、寬18.5公分、厚0.3-0.5公分，上刻139字，其中26字無法辨認，銘文刻有的日子為「□和三年歲次丙寅二月廿六日□戌朔」（缺字有考古學家推定為「太」和「甲」）。查閱中國曆表，在中國的南北朝時期，符合丙寅年及二月甲戌朔兩個條件的年份，只有546年（梁中大同元年、东魏武定四年、西魏大統十二年），因此大多數人認為製作年份在546年，但也有人認為製作年份應在604年。

## 新浦市寺谷金銅板銘文
□□□□□□□□三輪垂世耳，□所階，是故，如來唱圓教於金河，□神之妙宅，現闍維□□□□□□□後代，是以□□慧郎奉為圓覺(剎)大王謹造茲塔，表刻五層，相輪相副。願王神昇兜率，查覲彌勒天孫俱會，四生蒙慶，於是頌曰：聖智契真，妙應群生。形言輝世，□育道成。迷□□□，禀生死形。□神會性，則登聖明。
[太]和三年歲次丙寅二月廿六日[甲]戌朔，記首。

## 紀年、干支、西曆對照表
| 太和 | 元年  | 二年  | 三年  |
| ---- | ----- | ----- | ----- |
| 西元 | 544年 | 545年 | 546年 |
| 干支 | 甲子  | 乙丑  | 丙寅  |

## 参看
- 中國年號索引
- 朝鮮半島年號列表
- 其他時期使用的太和年號